# Kimberley Bos
Kimberley Bos, född 7 oktober 1993, är en nederländsk idrottare som tävlar i skeleton.
Hon inledde sin karriär 2010 med att tävla i tvåmansbob och vann brons i Olympiska vinterspelen för ungdomar 2012 i Innsbruck i Österrike. Året efter bytte Bos sport och började tävla i skeleton. Hon har deltagit i Olympiska vinterspelen 2018 men där vann hon ingen medalj.
Vid VM 2025 i Lake Placid tog Bos guld i damernas tävling. Hon blev den första VM-guldmedaljören genom tiderna i damernas tävling från Nederländerna.
Bos arbetar till vardags som fysioterapeut.